# Чжай Мо
Чжай Мо (кит. упр. 翟墨; род. в 1996 году) — китайская шахматистка, гроссмейстер среди женщин (2016). 

## Биография
В 2008 году победила на юношеском чемпионате мира по шахматам среди девушек в возрастной группе до 12 лет. В 2014 году победила женском чемпионате Китая по шахматам в группе "Б" и поделила пятое место на юношеском чемпионате мира по шахматам среди девушек в возрастной группе до 20 лет.
В июле 2015 года поделила второе место с Ни Шицюнь в зональном турнире Китая (победила будущая чемпионка мира Тань Чжунъи) и попала на чемпионат мира среди женщин по шахматам 2017 года. В 2017 году в Тегеране дебютировала на чемпионат мира по шахматам среди женщин, где в первом туре проиграла Александре Горячкиной.